# Daniel Matthias
Daniel Matthias, auch Matthiass oder Mathias (* 15. Dezember 1571 in Berlin; † 19. August 1619 ebd.), war ein kurbrandenburgischer Geheimer Rat und Vizekanzler.

## Leben

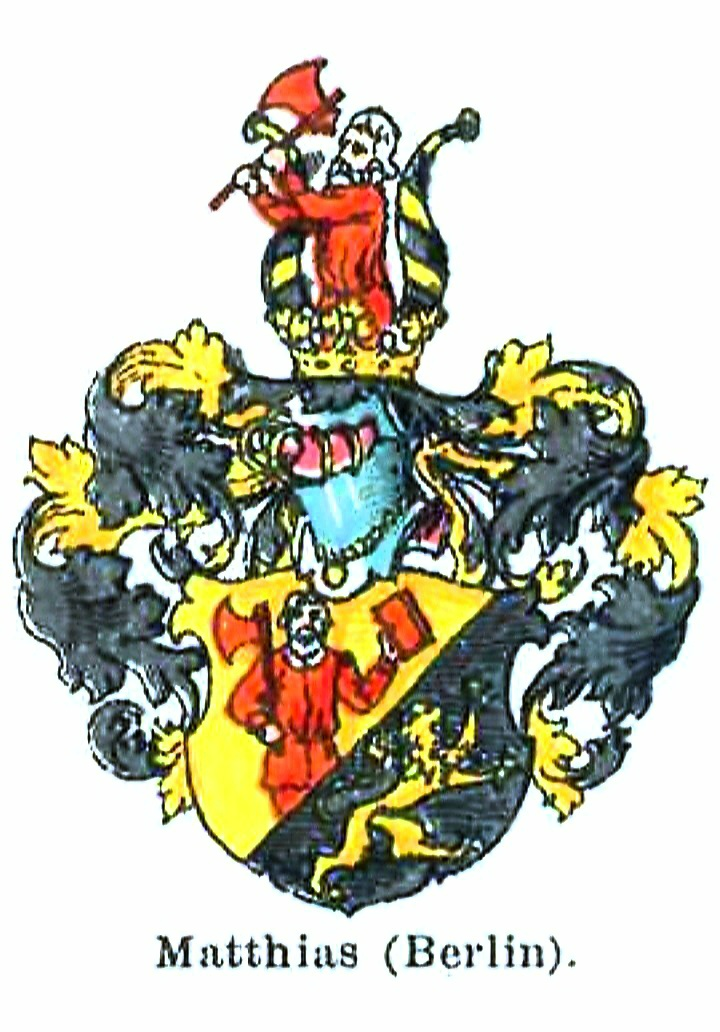
Wappen derer Matthias zu Berlin

### Herkunft und Familie
Daniel Matthias war Angehöriger einer seit Mitte des 15. Jahrhunderts in Brandenburg nachweisbaren patrizisch-bürgerlichen Familie, die 1558 in den Reichsadelsstand erhoben wurde und zahlreiche Bürgermeister und hohe Beamte hervorbrachte. Ihr Wappen zeigte im schräglinks geteilten Schild oben den Apostel Matthias und unten einen Löwen. Daniels Eltern waren der Bürgermeister von Berlin und kurfürstliche Rat Thomas Matthias (1520–1576) und dessen zweite Ehefrau Ursula Meyenburg. Der Nordhäuser Bürgermeister Michael Meyenburg († 1555) war sein Großvater, der Geheime Rat und Vizekanzler Michael Matthias († 1631) sein Bruder, der dänische Generalfeldzeugmeister Joachim von Carpzov († 1628) sein Neffe und der kurbrandenburgisch-dänische Hofrat Joachim Hübner (1565–1614) sein Schwager.
Daniel vermählte sich 1601 mit Katharina Hohenzweig, einer Tochter des Ratskämmerers und Apothekers Hohenzweig in Berlin. Aus der Ehe gingen ein Sohn und zwei Töchter hervor, jedoch einzig die Töchter überlebten den Vater, darunter:
- Ursula ⚭ 1637 Johann Bergius (1587–1658), Berliner reformierter Theologe[1]

### Werdegang
Bereits als Fünfjähriger zum Halbwaisen geworden, wurde er von der Mutter erzogen. Er erhielt zunächst Privatunterricht, besuchte dann das Berliner Gymnasium zum Grauen Kloster und schließlich ab dem Jahr 1586 die Brandenburgische Universität Frankfurt. Seine sich anschließende Grand Tour führte ihn über Stationen in Eisleben, Halle und Leipzig. Zurück in Berlin, erhielt er 1598 einen Stellung als Kammergerichtsadvokat. Nachdem er am Berliner Kammergericht einiges Ansehen erworben hatte, avancierte er 1606 zum Rat und Syndicus am Domkapitel Magdeburg. Während seiner dortigen Anstellung wurde dreimal zum kaiserlichen Hof nach Wien entsandt. 1615 hatte ihn Kurfürst Johann Sigismund (1572–1619) zu seinem Geheimen Rat gemacht und ins Geheime Ratskollegium aufgenommen. Bereits im Folgejahr avancierte er zum Vizekanzler und wurde mit der Leitung des Kammergerichts betraut. Nach einer Dienstreise von Rheinsberg nach Berlin erlag er einem Schlaganfall.